# Vama, Iași
Vama este un sat în comuna Popești din județul Iași, Moldova, România.